# 馬歇爾鎮區 (內布拉斯加州克萊縣)
馬歇爾鎮區（英語：Marshall Township）是位於美國內布拉斯加州克萊縣的一個行政鎮區。

## 地方資料
馬歇爾鎮區的面積為92.60平方千米，皆為陸地。根據2020年美國人口普查的數據，當地共有人口54人，而人口密度為每平方千米0.58人。